# Antoni Unrug
Antoni Ignacy Unrug (ur. 22 lutego 1860 w Mełpinie, zm. 16 sierpnia 1939 w Piotrowie) – tytularny generał brygady Wojska Polskiego.

## Życiorys
Antoni Ignacy Unrug urodził się 22 lutego 1860 roku w Mełpinie, w ówczesnej Prowincji Poznańskiej, był synem Wiktora Edwarda Unruga (1831-1915) z rodu Unrugów, żołnierza polskiej Dywizji Kozaków Sułtańskich gen. Władysława Zamoyskiego w czasie wojny krymskiej i Emilii z Bojanowskich (1839-1904). Po ukończeniu czterech klas gimnazjum w Śremie wstąpił do Korpusu Kadetów w Dreźnie. W latach 1877–1881 był słuchaczem Szkoły Wojskowej w Erfurcie. Po ukończeniu szkoły rozpoczął służbę w Armii Cesarstwa Niemieckiego. W 1897 roku został przeniesiony do rezerwy. 13 września 1914 roku został zmobilizowany. Służbę w armii niemieckiej pełnił do września 1918 roku.
11 marca 1919 roku na wniosek głównodowodzącego Komisariat Naczelnej Rady Ludowej dekretem nr 6 przyjął go do Sił Zbrojnych Polskich w byłym zaborze pruskim z zatwierdzeniem posiadanego stopnia majora i mianował podpułkownikiem, a dekretem nr 7 z tego samego dnia - pułkownikiem w korpusie kawalerii. W Armii Wielkopolskiej pełnił funkcję inspektora Okręgowej Komendy Uzupełnień.
6 października 1919 roku został formalnie przyjęty do Wojska Polskiego. 1 lutego 1920 roku został zastępcą komisarza rządu w polsko-niemieckiej komisji delimitacyjnej. Z dniem 1 maja 1921 roku został przeniesiony w stan spoczynku, w stopniu pułkownika. Po przejściu na emeryturę mieszkał w dworku, w Piotrowie. Był długoletnim prezesem i członkiem honorowym poznańskiego Towarzystwa Łowieckiego.
2 czerwca 1921 roku Naczelny Wódz Józef Piłsudski mianował go tytularnym generałem podporucznikiem. 26 października 1923 roku został zatwierdzony w stopniu tytularnego generała brygady.
Zmarł na udar serca 16 sierpnia 1939 roku w Piotrowie. Na życzenie Zmarłego ciche spuszczenie Zwłok do grobu rodzinnego w Piotrowie nastąpiło w dniu 18 sierpnia 1939 roku.
Około 1880 roku zawarł związek małżeński z Amelią von Hachez, z którą miał dwóch synów: Wiktora Zygmunta (1886-1973) i Franciszka Józefa (1887-1945).

## Awanse
- chorąży - 1881
- podporucznik - 1884
- porucznik - 1887
- rotmistrz - 1893
- major - 1916
- podpułkownik - 11 marca 1919
- pułkownik - 11 marca 1919
- tytularny generał podporucznik - 2 czerwca 1921